# 法智
法智（ほうち、生没年不詳）は、奈良時代の僧。鑑真の弟子。沙弥。

## 経歴
天平勝宝7歳（755年）12月に、東大寺写経所から唐院に止観文7巻を返す使いを務めた、という。
また『唐大和上東征伝』によると、師の鑑真が中納言氷上真人塩焼の招待を受けた時、塩焼の父である新田部親王旧邸跡の土をひそかに舐め、寺を建てるべきだと悟った。その際に、「此れ福地なり。伽藍を立つるべき」と法智に語った、という。これにより、天平宝字3年（759年）8月1日に、唐招提寺が建立されている。